# Elina Hietamäki
Elina Hietamäki, née le 20 juillet 1976 à Oulu, est une fondeuse finlandaise active de 1995 à 2008. 

## Biographie
Durant la saison 2003-2004, elle est montée à deux reprises sur le podium en Coupe du monde, à Drammen en sprint classique puis à Pragelato en sprint libre.

## Palmarès

### Jeux olympiques d'hiver
| Épreuve / Édition      | Sprint | Sprint                           | poursuite                        | poursuite                        |
| Épreuve / Édition      | libre  | classique                        | 2 × 5 km                         | 2 × 7,5 km                       |
| JO 2002 Salt Lake City | 42e    | Épreuve inexistante à cette date | 40e                              | Épreuve inexistante à cette date |
| JO 2006 Turin          | 14e    | Épreuve inexistante à cette date | Épreuve inexistante à cette date | 34e                              |

- : pas d'épreuve
- — : Non disputée par la skieuse

### Championnats du monde
Elle compte deux participations aux Championnats du monde en 2001 à Lahti et 2003 à Val di Fiemme, obtenant comme meilleur résultat une huitième place lors du sprint en 2001.

### Coupe du monde
- 4 podiums : 
  - 2 podium en épreuve individuelle : 0 victoire, 0 deuxième place et 2 troisièmes places,
  - 2 podiums en épreuve par équipes : 0 victoire, 1 deuxième place et 1 troisième place.

Son meilleur classement au général est une 19e place en 2004. Cette saison, elle a également fini cinquième du classement du sprint.